# گرهارد هرتز
گرهارد هرتز (به انگلیسی: Gerhard Hetz) (زادهٔ ۱۳ ژوئیهٔ ۱۹۴۲) شناگر اهل آلمان است.